# Iso-Pimee
Iso-Pimee är en ö i Finland. Den ligger i sjön Vankavesi och i kommunen Ylöjärvi i den ekonomiska regionen Tammerfors och landskapet Birkaland, i den södra delen av landet, 190 km norr om huvudstaden Helsingfors. Öns area är 1,7 hektar och dess största längd är 210 meter i sydöst-nordvästlig riktning.